# Kevin Roche
Kevin Roche (Dublin, 14 de junho de 1922 - 1 de março de 2019) foi um arquiteto da Irlanda.
Em 1982 recebeu o prémio Pritzker, o prémio mais conceituado de Arquitectura.